# Joseph-Vital-Paul-Gervais Oger
Joseph-Vital-Paul-Gervais Oger, francoski general, * 1889, † 1966.